# Eldin Jakupović
Eldin Jakupović (Kozarac, Yugoslavia - actual Bosnia y Herzegovina-, 2 de octubre de 1984) es un futbolista bosnioherzegovino nacionalizado suizo. Juega de portero en el Chattanooga F. C. de la MLS Next Pro de Estados Unidos.

## Trayectoria
Jakupović es bosnioherzegovino de nacimiento, pero debido a la guerra se trasladó con su familia a Suiza, donde consiguió la doble nacionalidad. 
Empezó su carrera como futbolista en las categorías inferiores del Grasshopper hasta que en 2004 pasó a formar parte de la primera plantilla. 
La falta de minutos obligó al club a cederle durante la temporada 2005-06 al FC Thun.
En 2006 fichó por el Lokomotiv de Moscú, equipo con el que consiguió una Copa de Rusia.
El 30 de agosto de 2007 regresó al Grasshopper en calidad de cedido.

### Selección nacional
Ha jugado con las categorías inferiores de Bosnia y de Suiza. En marzo de 2007 fue convocado con la selección absoluta de Bosnia, pero prefirió no ir para poder jugar en el futuro con la selección suiza.
Fue convocado por la selección de fútbol de Suiza para disputar la Eurocopa de Austria y Suiza de 2008, aunque finalmente no llegó a debutar en esta competición.

## Clubes
| Club                         | País           | Año       |
| ---------------------------- | -------------- | --------- |
| Grasshoppers                 | Suiza          | 2004-2005 |
| F. C. Thun                   | Suiza          | 2005-2006 |
| F. C. Lokomotiv Moscú        | Rusia          | 2006-2009 |
| Grasshoppers (cedido)        | Suiza          | 2007-2009 |
| Olympiakos Volou             | Grecia         | 2010-2011 |
| Aris de Salónica F. C.       | Grecia         | 2011-2012 |
| Hull City A. F. C.           | Inglaterra     | 2012-2017 |
| Leyton Orient F. C. (cedido) | Inglaterra     | 2014      |
| Leicester City F. C.         | Inglaterra     | 2017-2022 |
| Everton F. C.                | Inglaterra     | 2022-2023 |
| Los Angeles F. C.            | Estados Unidos | 2023      |
| Chattanooga F. C.            | Estados Unidos | 2025-     |

## Palmarés

### Campeonatos nacionales
| Título        | Club                  | País  | Año  |
| ------------- | --------------------- | ----- | ---- |
| Copa de Rusia | F. C. Lokomotiv Moscú | Rusia | 2007 |